# Castagnola TI

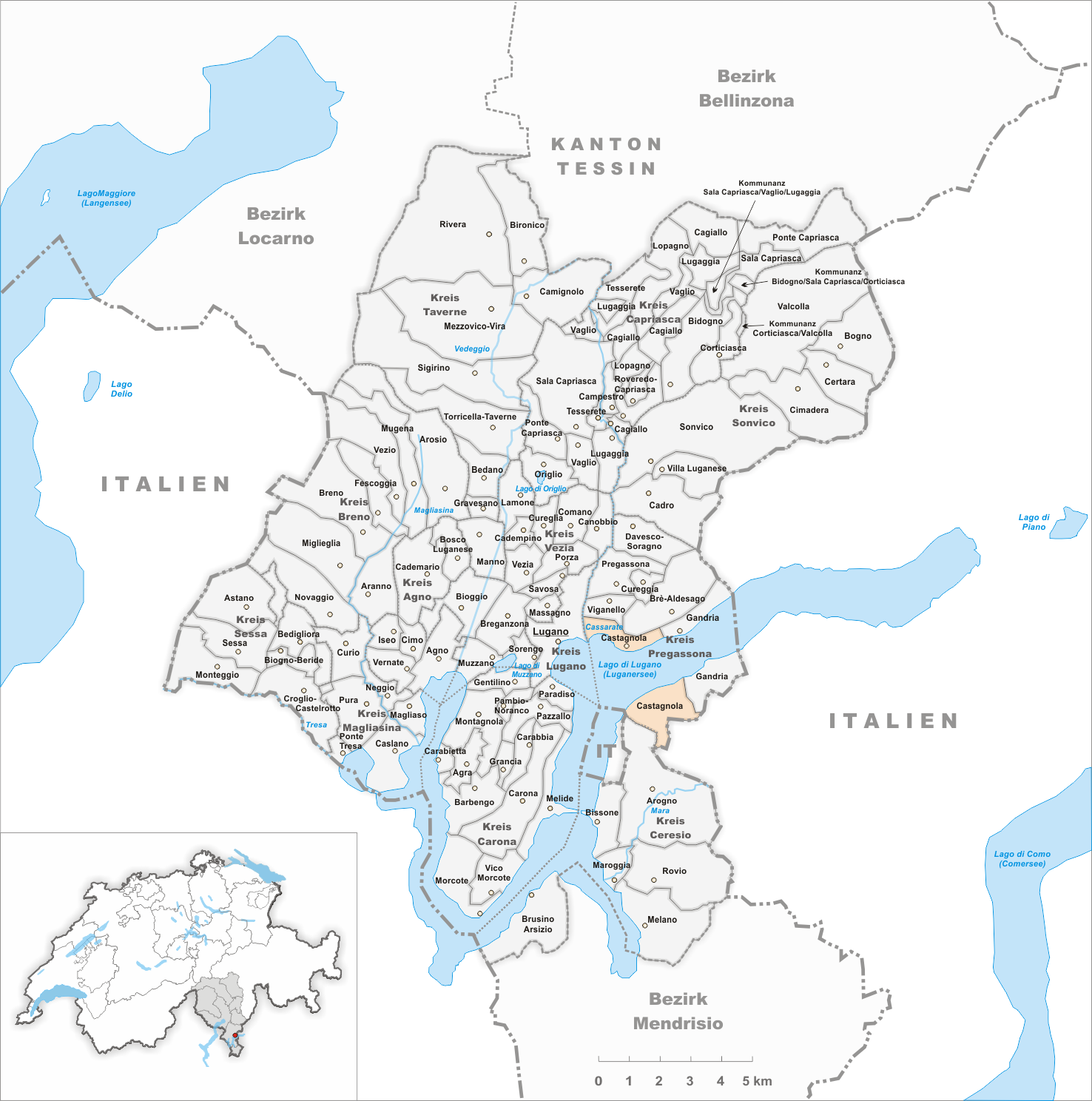
Gemeindestand vor der Fusion von 1972

Castagnola ist ein Ort im Quartier Castagnola-Cassarate-Ruvigliana der Gemeinde Lugano im Kanton Tessin in der Schweiz, das sich am Fusse des Monte Brè befindet.  

## Geschichte
In aussichtsreicher Lage über dem Luganersee am Fusse des Monte Brè gelegen, umfasste die Gemeinde auch die Fraktionen Ruvigliana und Suvigliana, den Weiler Cassarate in der Ebene und Caprino und Cavallino am gegenüberliegenden Seeufer. 1335 erstmals als Castigniola erwähnt. 1886 und 1938 wurden archäologische Funde aus römischer Zeit gemacht. Im Mittelalter bestand im Umkreis der alten Kirche S. Giorgio ein Castagnola, Ruvigliana und Suvigliana (1335) umfassendes concilium (Nachbarschaft). Castagnola wurde 1620 selbstständige Pfarrei.
Das vom Bischof von Como gegründete und abgabefreie (cassina) Cassarate (1335 Casorago) war mit der Burg S. Michele (auf dem Hügel im heutigen Park gelegen) verbunden. Der Flecken (burgus) zerfiel nach dem Mittelalter, und die Grundstücke gingen an Familien in Castagnola und Lugano über. Der linke Arm des Flusses Cassarate wurde spätestens ab dem 17. Jahrhundert durch Mühlen genutzt. Castagnola und Lugano hatten gemeinsam die Nutzniessung sowohl über die Sand- und Kiesgrube an der Mündung des Cassarate wie auch über den Gemeindebesitz in Caprino und Cavallino (Kellereien, Sand- und Kiesgrube, Weiden und Hölzer) inne. Nach 1850 wurde Cassarate in die städtische Infrastruktur von Lugano integriert und 1896 Endstation der Tramlinie. Das Gotteshaus SS. Pietro e Andrea in Cassarate, das auf das frühe 16. Jahrhundert zurückgeht, dient als Privatkapelle der Villa Castagnola, eines 1885 gegründeten Hotels.
Castagnola und seine Umgebung wurden im 20. Jahrhundert dank der baulichen Entwicklung und der Hotelindustrie zum grössten Wohn- und Feriengebiet um Lugano und 1908 durch eine Standseilbahn sowie 1955 durch eine Linie des Trolleybus Lugano erschlossen. Castagnola ist bekannt für seine Erholungsgebiete und bedeutenden kulturellen Institutionen wie den San Michele-Park (mit einer Kapelle aus dem 18. Jahrhundert), die Villa Favorita (Stiftung Thyssen-Bornemisza) und die Casa Carlo Cattaneo (1849–69 Wohnsitz des gleichnamigen politischen Flüchtlings). Letztere beherbergt heute das Stadtarchiv von Lugano sowie ein Museum, das den 1906–20 in Castagnola lebenden lettischen Dichtern Jānis Rainis und Aspazija (Elza Rozenberga) gewidmet ist. 1955–98 war in Castagnola auch ein Arzneimittelbetrieb (Giuliani SA) domiziliert.
Bis 1972 war Castagnola eine selbstständige politische Gemeinde im Bezirk Lugano. 1972 fusionierte Castagnola mit der Gemeinde Lugano und bildet seitdem das Quartier Castagnola-Cassarate-Ruvigliana. Castagnola bildet aber nach wie vor eine eigenständige Bürgergemeinde.

## Bevölkerungsentwicklung
Einwohnerzahlen: Volkszählungsdaten; Historisches Lexikon der Schweiz (HLS)

## Sehenswürdigkeiten
Das Dorfbild ist im Inventar der schützenswerten Ortsbilder der Schweiz (ISOS) als schützenswertes Ortsbild der Schweiz von nationaler Bedeutung eingestuft.
- Pfarrkirche San Giorgio[7]
- Pfarrhaus[7]
- Villa Favorita; beherbergte bis 1993 die bekannte Kunstsammlung, die heute im Museo Thyssen-Bornemisza in Madrid untergebracht ist[7]
- Villa Helios, Architekt: Otto Maraini[7]
- Villa Heleneum[7]
- In der Casa Cattaneo sind das Stadtarchiv von Lugano und das Museo Rainis und Aspazija untergebracht[7][8][9][10]

## Bilder

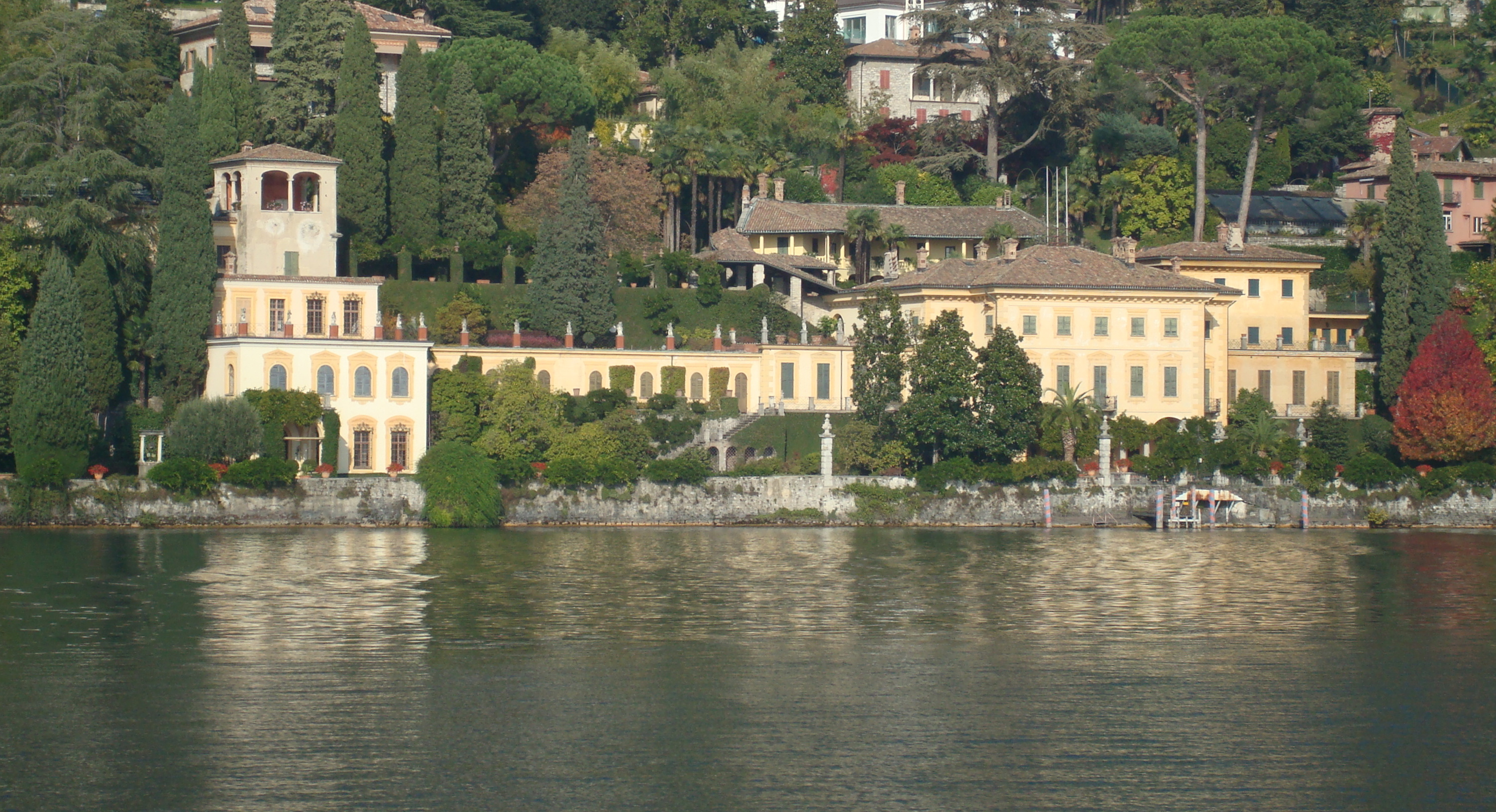
Villa Favorita
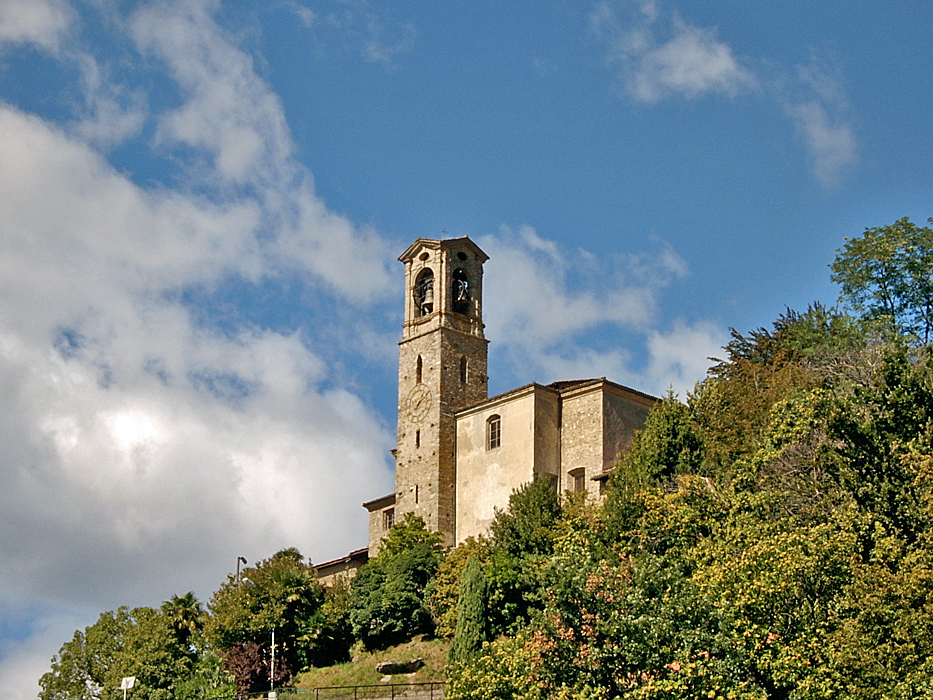
Pfarrkirche San Giorgio
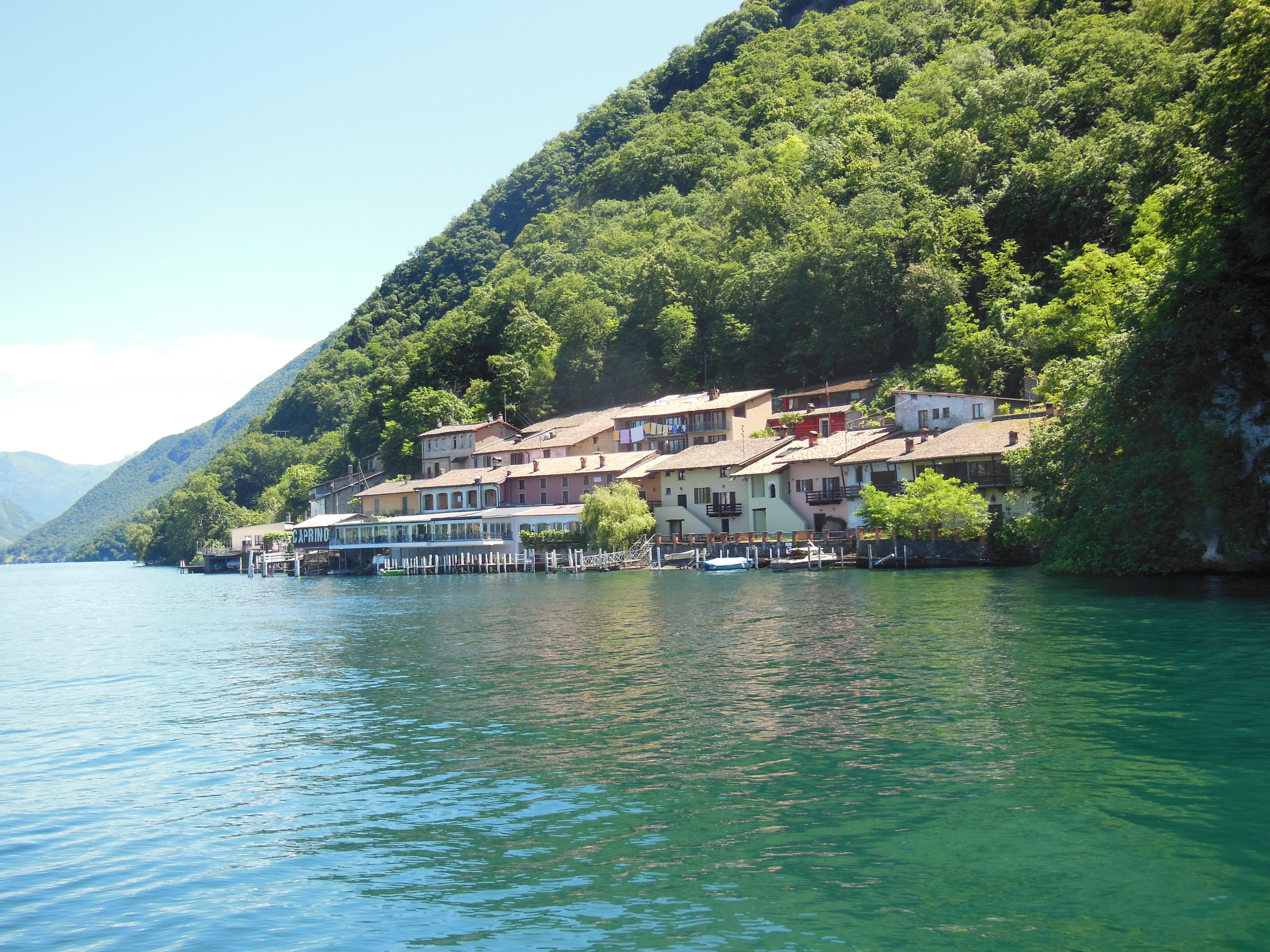
Cantine (Keller) von Caprino
Werner Friedli (Fotograf): Castagnola und Monte Brè, historisches Luftbild (1954)

## Veranstaltung
- Filarmonica di Castagnola[11]